# Supersypnoides albina
Supersypnoides albina är en fjärilsart som beskrevs av Emilio Berio 1958. Supersypnoides albina ingår i släktet Supersypnoides och familjen nattflyn. Inga underarter finns listade i Catalogue of Life.